# السياحة في الجبل الأسود
تعد الجبل الأسود واحدة من الوجهات السياحية الأسرع نموا في العالم. في عام 2007، زار الجبل الأسود أكثر من مليون سائح وسُجلت حوالي 7.3 مليون ليلة مبيت (زيادة بنسبة 23٪ مقارنة بعام 2006) وإيرادات من قطاع السياحة بلغت 480 مليون يورو من إيرادات السياحة (زيادة بنسبة 39٪ مقارنة بالعام السابق). في عام 2015، زار البلاد أكثر من 1.7 مليون شخص، مع زيادة أخرى سُجلت في عام  2016. في نفس العام، تم اختيار مدينة كوتور الساحلية كأفضل مدينة يمكنك زيارتها من قبل لونلي بلانيت، كما أن الجبل الأسود تأتي في أعلى تصنيفات وقوائم السفر والرحلات. من خلال ما مجموعه 1.8 مليون زائر في عام 2016، أصبحت البلاد البلد السادس والثلاثين (من أصل 47 دولة) الأكثر شعبية للسفر في أوروبا. زار الجبل الأسود أكثر من مليوني سائح في عام 2017. .
تُقدم وجهة الجبل الأسود مجموعة متنوعة من مناطق الجذب السياحي ويمكن للبلاد استقبال السياح وتوفير الأنشطة السياحية طوال العام من خلال ميزاتها المتنوعة. لذلك، فإن المخطط الرئيسي للسياحة في الجبل الأسود يمهد الطريق لبرنامج وطني لتطوير السياحة الطبيعية في البلاد، وخاصة تأهيل المناطق المناسبة لممارسة رياضة المشي لمسافات طويلة وركوب الدراجات الجبلية، مع وجود بنى تحتية وخدمات جديدة. بدأ تنفيذ برنامج مدته 3 سنوات في عام 2007.

## نقاط الاهتمام الرئيسية

### المنطقة الساحلية
منطقة الساحل الشمالي
تعد المنطقة الساحلية ذات أهمية أساسية للسياح في الجبل الأسود. يبلغ طول ساحل البحر الأدرياتيكي 295  كم، مع 72 كم من الشواطئ، ومع العديد من المدن القديمة المحفوظة جيدا. عوامل الجذب الرئيسية على طول الساحل الشمالي هي:
- مدينة هرسك نوفي القديمة.
- مدينة كوتور القديمة، المدرجة ضمن قائمة مواقع التراث العالمي لليونسكو.
- بوكا كوتورسكا (خليج كوتور)، إضافة لبلدة بيراست الصغيرة القديمة.
- بورتو مونتينيغرو - مرسى اليخوت الفاخر في تيفات (المدينة الوحيدة على ساحل الجبل الأسود التي تتوفر على مطار).
- مدينة بودفا القديمة، وهي مدينة قديمة محفوظة جيدًا.
- سفيتي ستيفان، وهي جزيرة صغيرة تحولت إلى فندق فخم.
- مدينة بتروفاك بالقرب من بودفا.

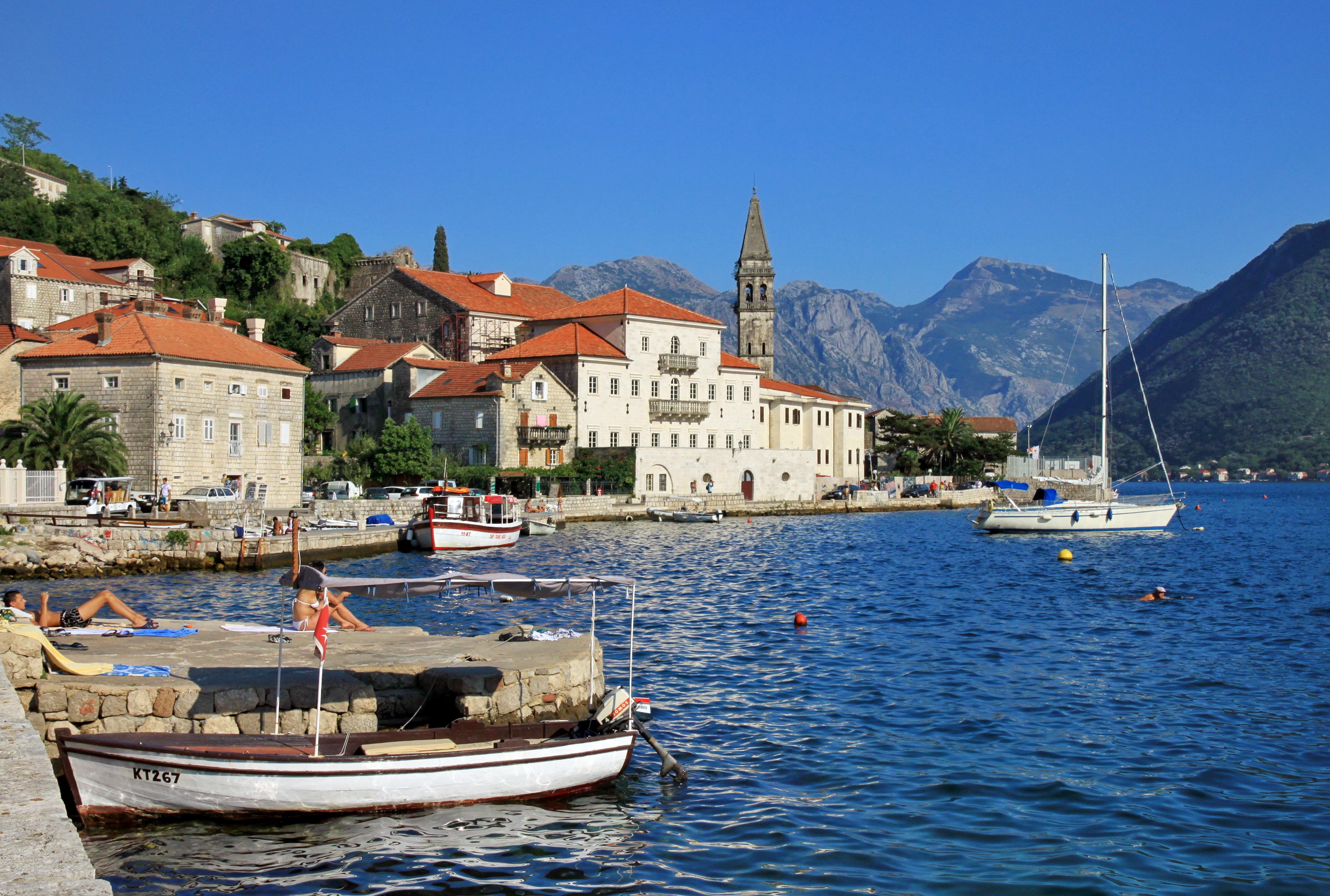
بيراست
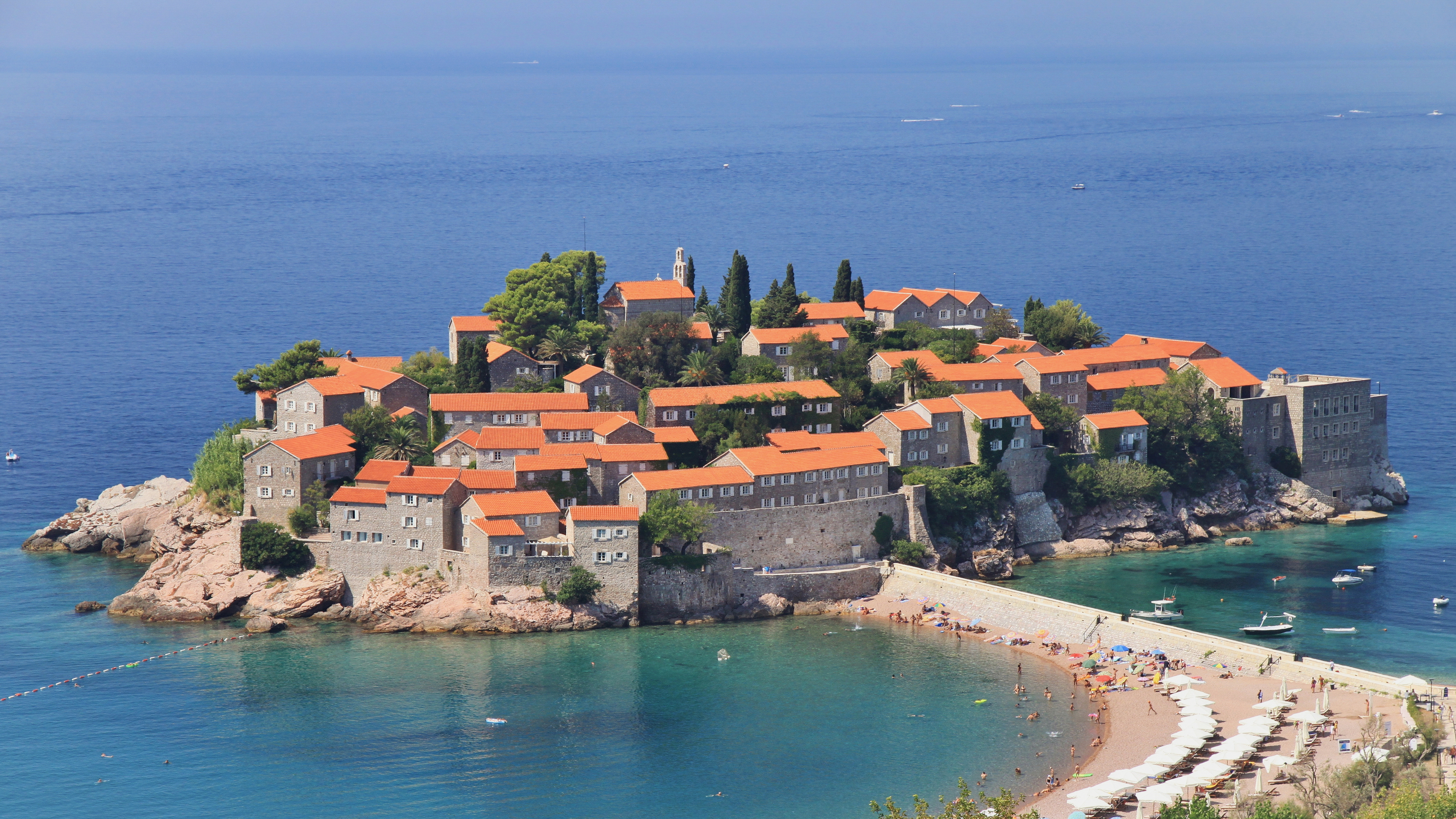
سفيتي ستيفان
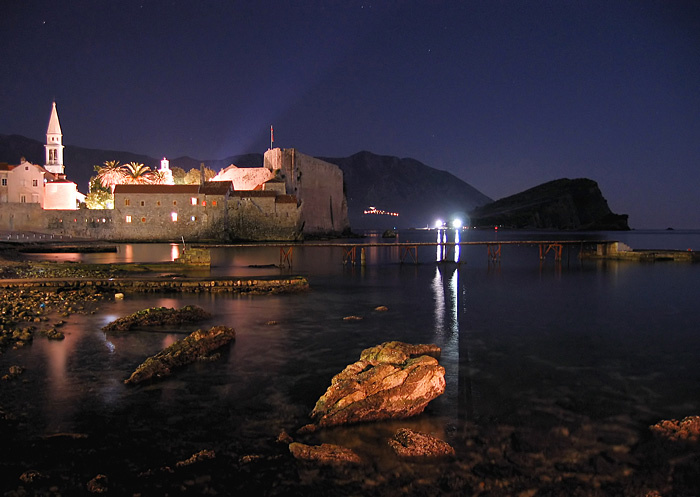
بودفا
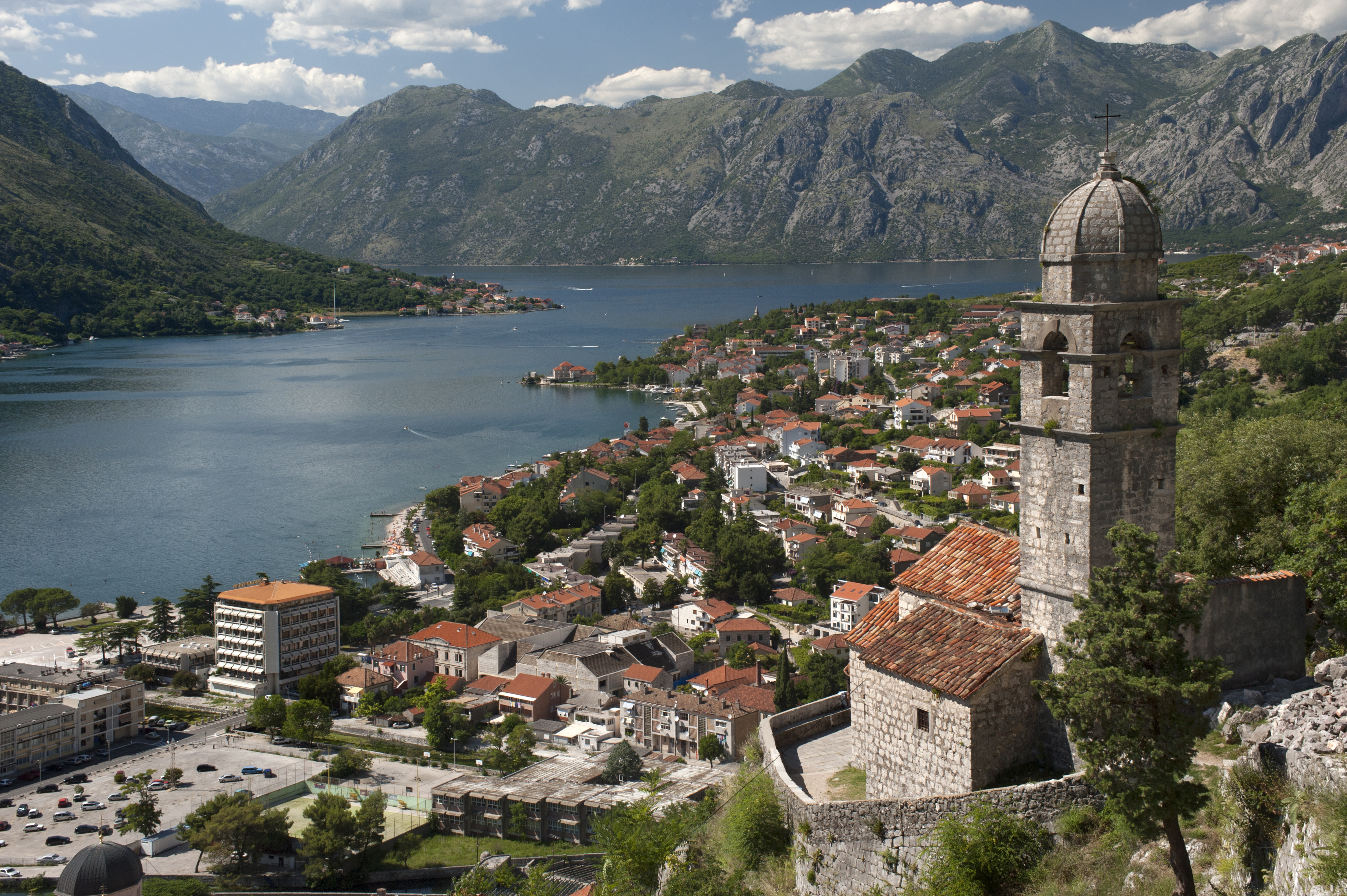
كوتور

منطقة الساحل الجنوبي
تعتبر منطقة الساحل الجنوبي في الجبل الأسود واحدة من «الاكتشافات» الجديدة العظيمة بين السياح حول العالم. في يناير2010، صنفت صحيفة نيويورك تايمز منطقة الساحل الجنوبي أولسيني في الجبل الأسود، بما في ذلك فيليكا بلازا، وأدا بوجانا، وفندق ميديتران أوف أولسيني، ضمن قائمة «أفضل 31 مكان للزيارة في 2010» كجزء من الترتيب العالمي للوجهات السياحية .
تحظى منطقة الساحل الجنوبي متجسدة في أولسيني بشعبية بفضل الشواطئ الرملية ذات العلم الأزرق، وأنشطة المغامرات البيئية، والمدن المحصنة القديمة، والحياة الليلية النابضة بالحياة.

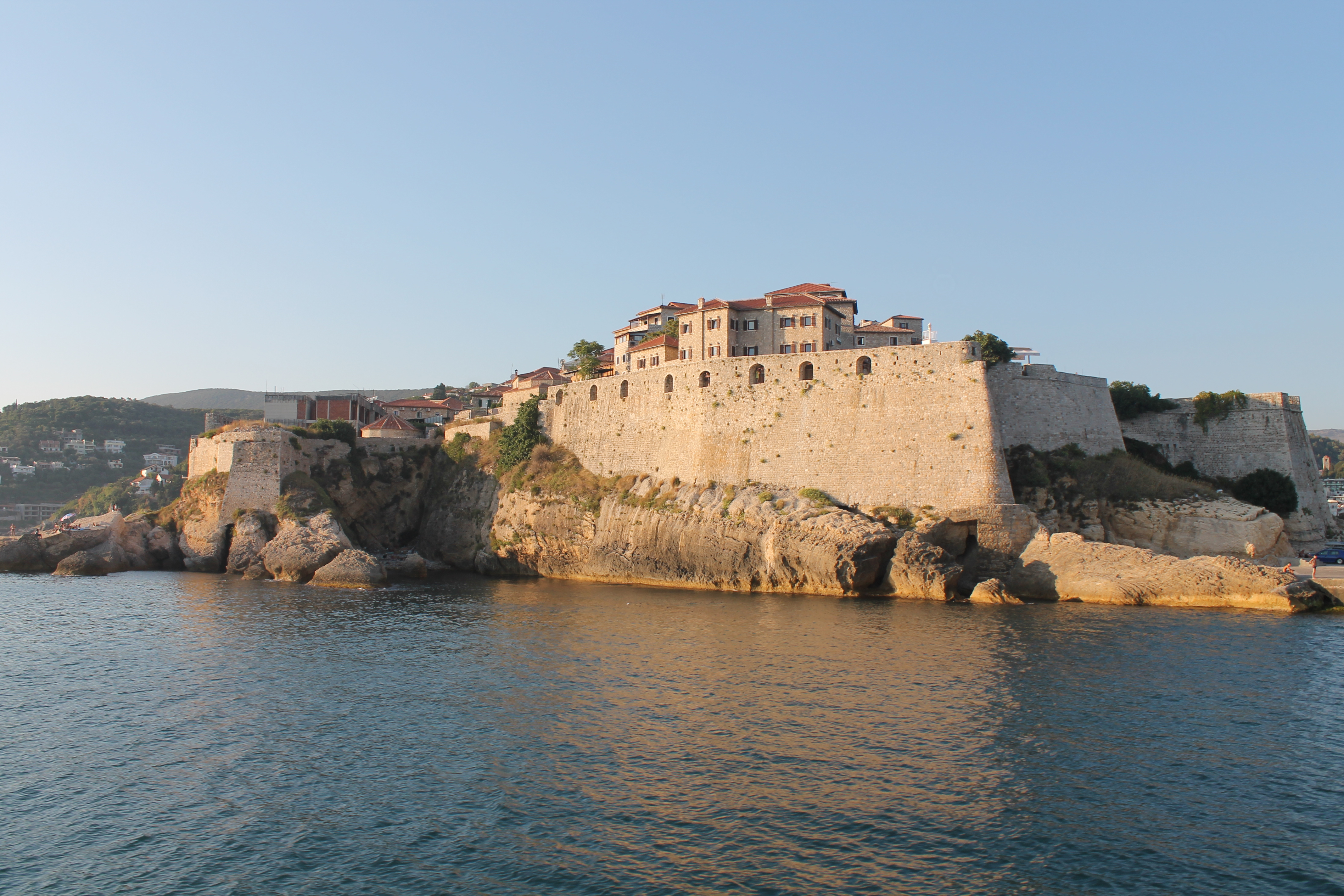
مدينة أولسيني القديمة
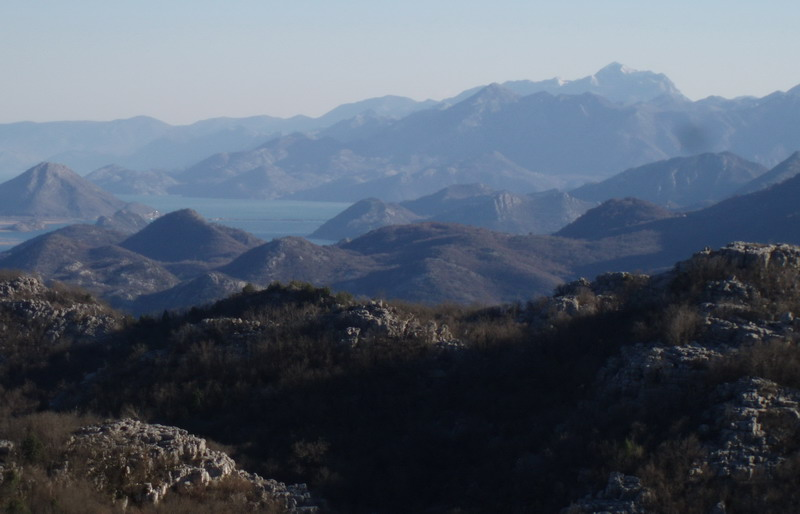
روميا
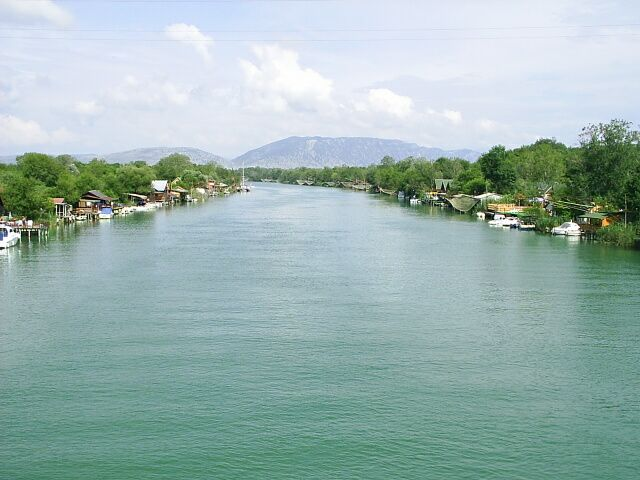
آدا بوجانا
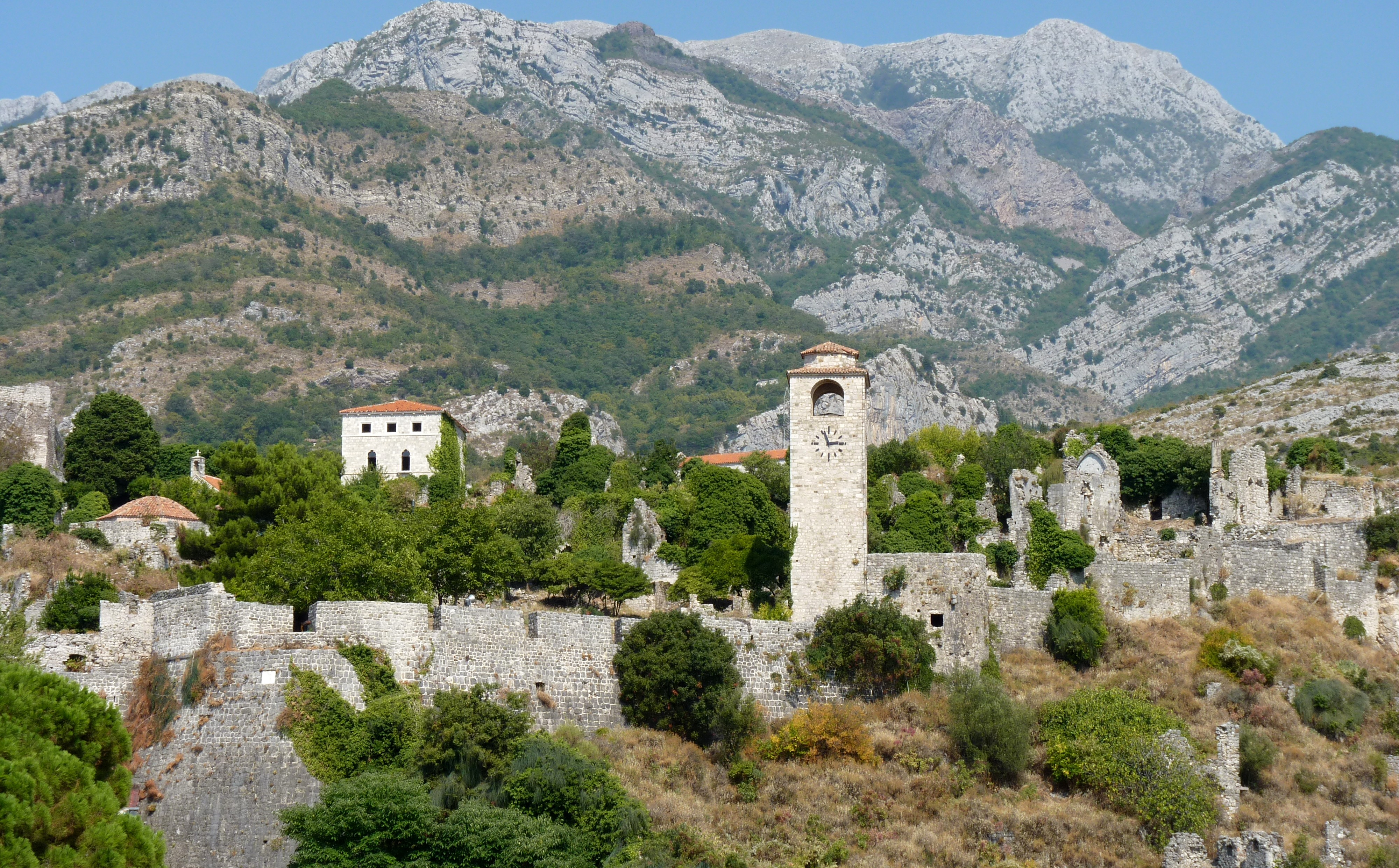
أولد بار  [لغات أخرى]‏

### المنطقة الشمالية
المنطقة الشمالية هي مركز السياحة الجبلية في الجبل الأسود، وتحتوي على منتجعات للتزلج، ومشهورة بطبيعتها العذراء. كل من جبل دورميتور ووادي نهر تارا يشكلان منتزه دورميتور الوطني، وهما مدرجان ضمن مواقع التراث العالمي لليونسكو.
الوجهات في الشمال هي:
- تقع مدينة زيلجك على جبل دورميتور، وهو مقصد السياحة الجبلية الأكثر شعبية في الجبل الأسود [بحاجة لمصدر]
- مدينة كولاسين، وجهة سياحية أخرى، تقع بالقرب من منتزه بيوغرادسكا غورا الوطني، جبل بيلاسيتسا ومنتجع بيلاسيتسا للتزلج.
- مضيق نهر تارا، ثاني أعمق وادي في العالم.
- منتزه بيوغرادسكا غورا الوطني، إضافة لبحيرة بيوغرادسكا غورا.

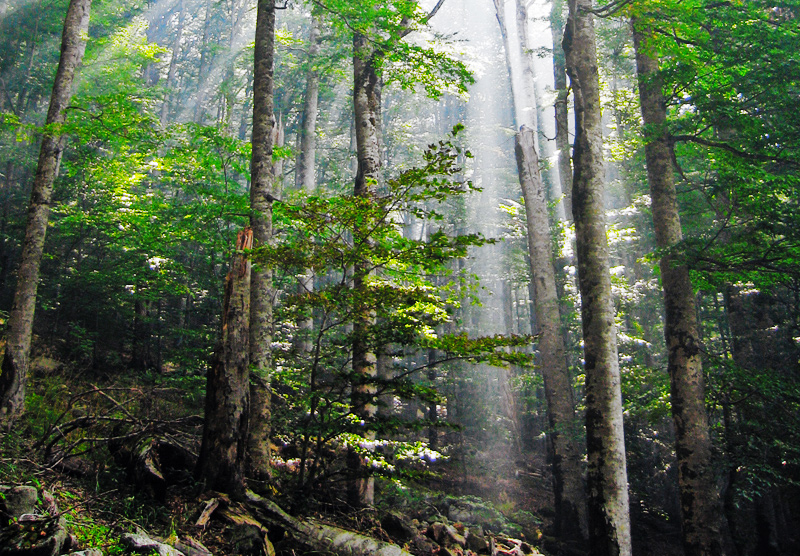
بيوجرادسكا جورا
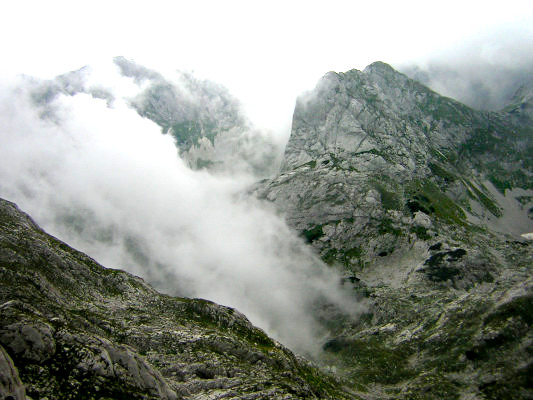
دورميتور
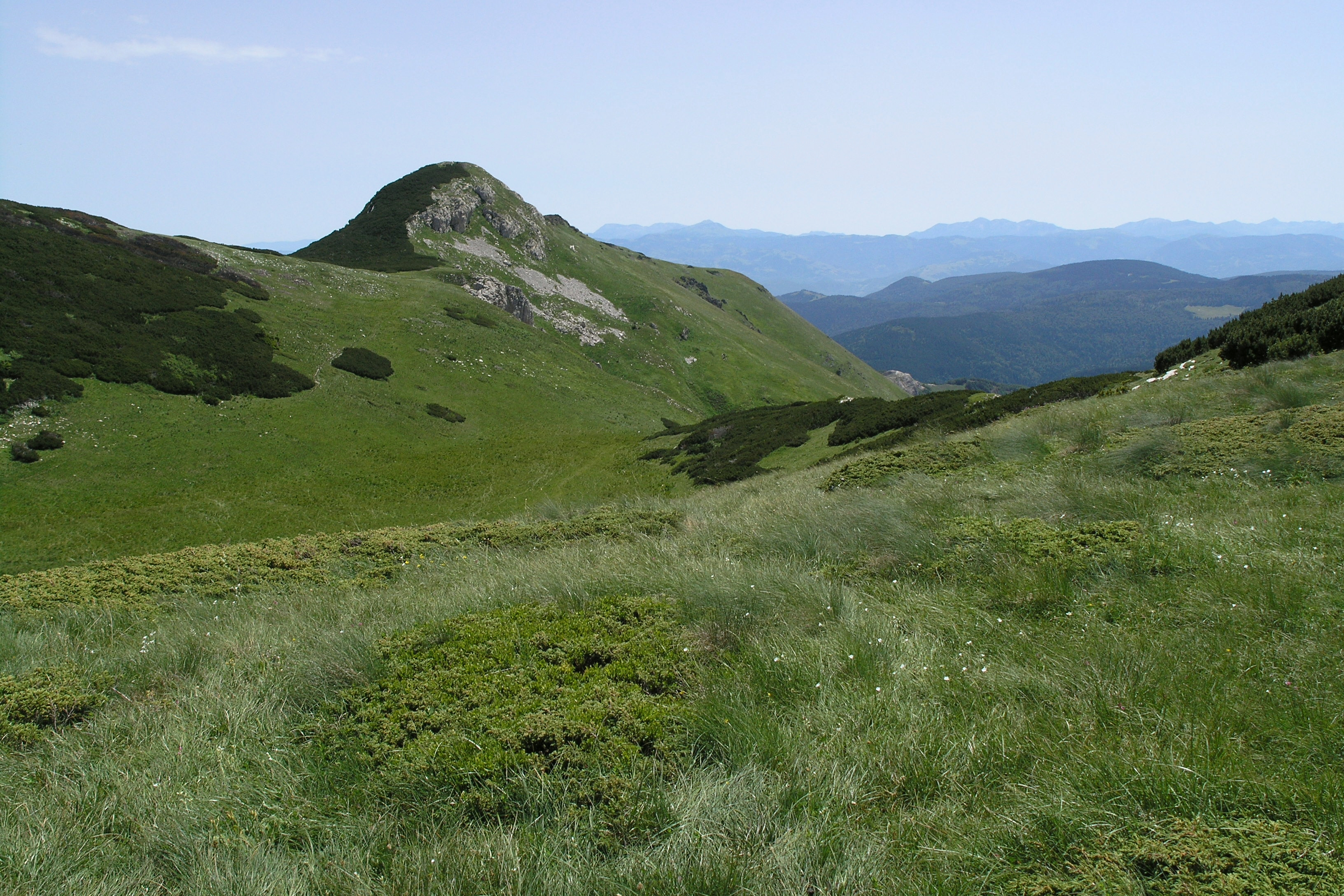
بيلاسيتسا
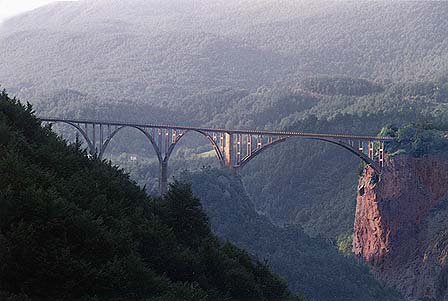
جسر دورديفيتسا تارا

### المنطقة الوسطى
على الرغم من أنها المنطقة الأكثر كثافة سكانية في الجبل الأسود، إلا أن بها عدد أقل من مناطق الجذب السياحي، وهي كالتالي:
- دير أوستروج، موقع حج أرثوذكسي.
- البقايا الأثرية من العصر الروماني لدوكلييا (دوكليا) خارج بودغوريتشا.
- ستينيي، العاصمة التاريخية للجبل الأسود.
- جبل لوفين والحديقة الوطنية وضريح بيتار الثاني بيتروفيتش نيغوس.

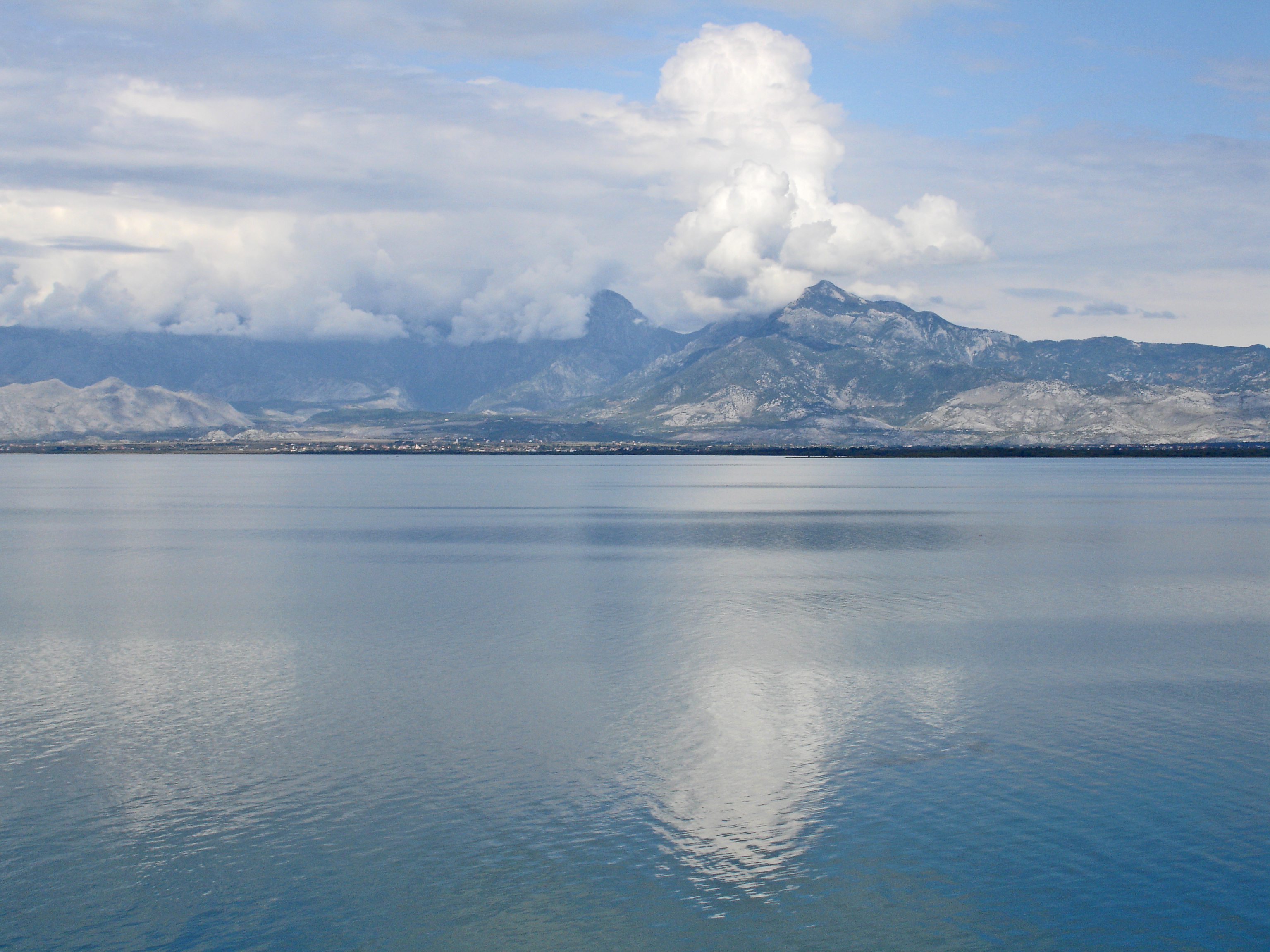
بحيرة سكادار
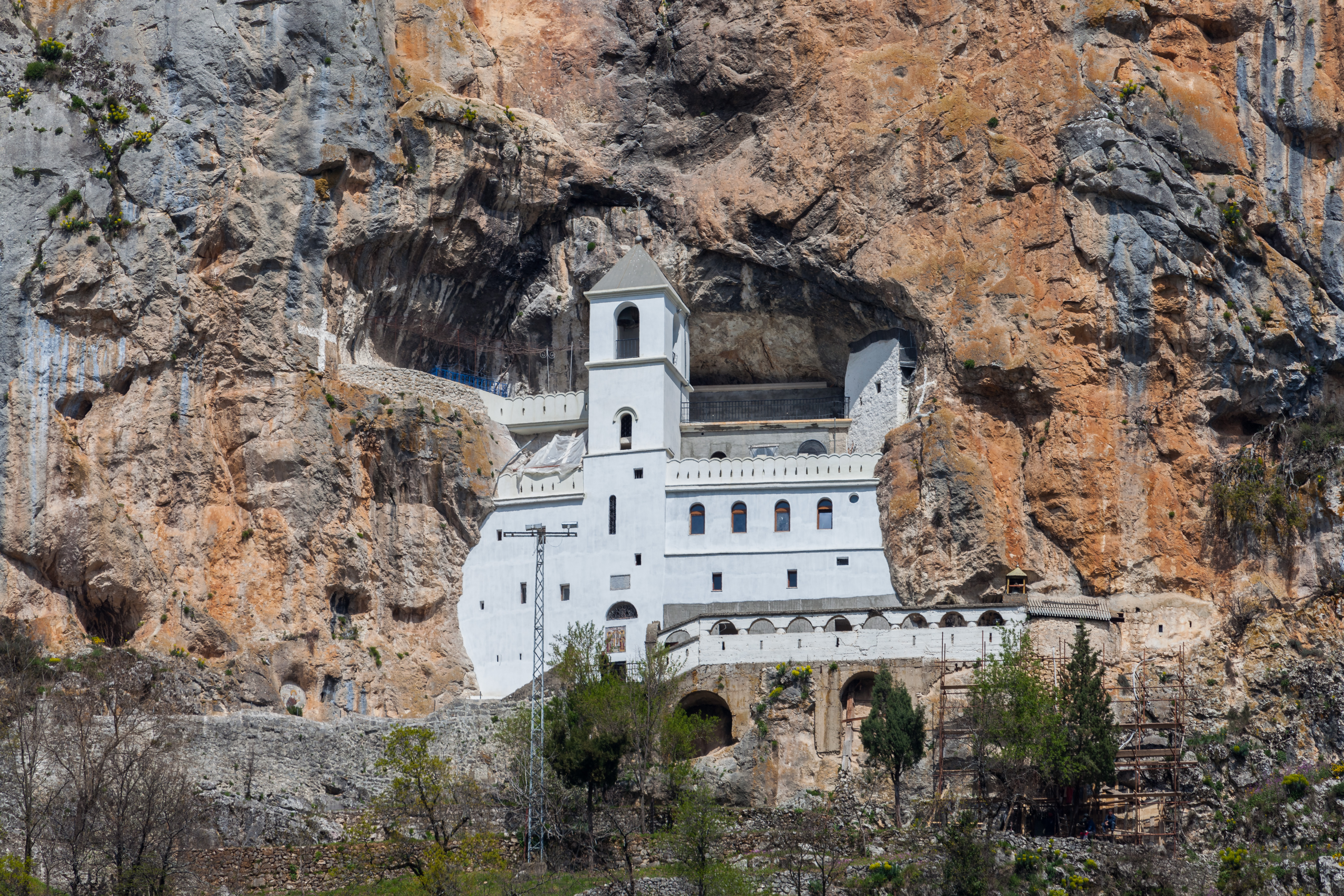
دير أوستروج
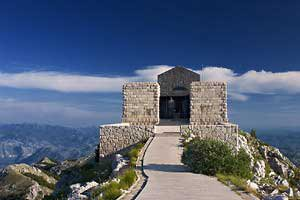
ضريح نيغوس
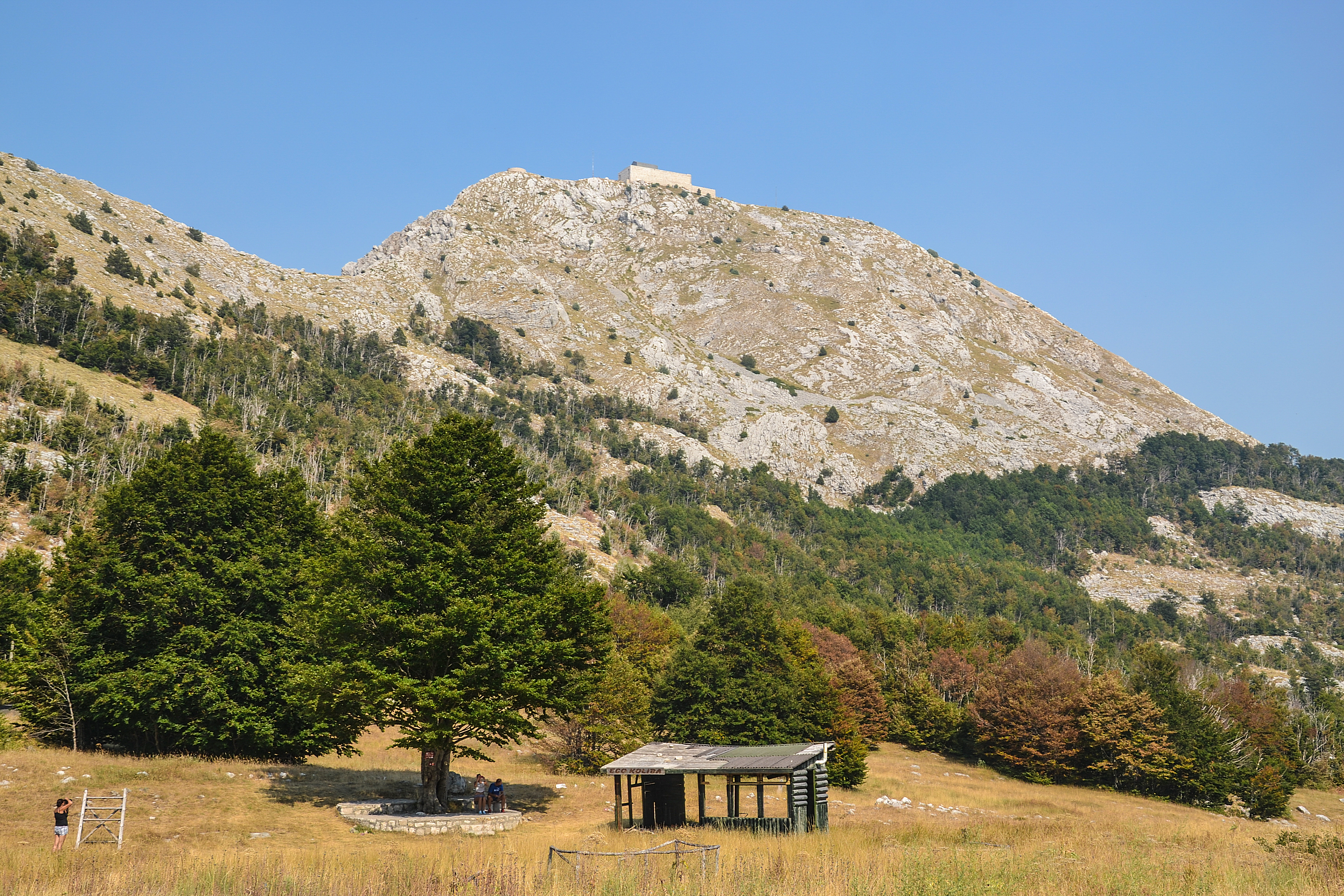
لوفين

## الشواطئ
يبلغ طول الخط الساحلي للجبل الأسود 293 كم منها 73 كم من الشواطئ التي يبلغ عددها أكثر من 120 شاطئ. تتنوع هذه الشواطئ بين الرملية والصخرية بأطوال مختلفة.

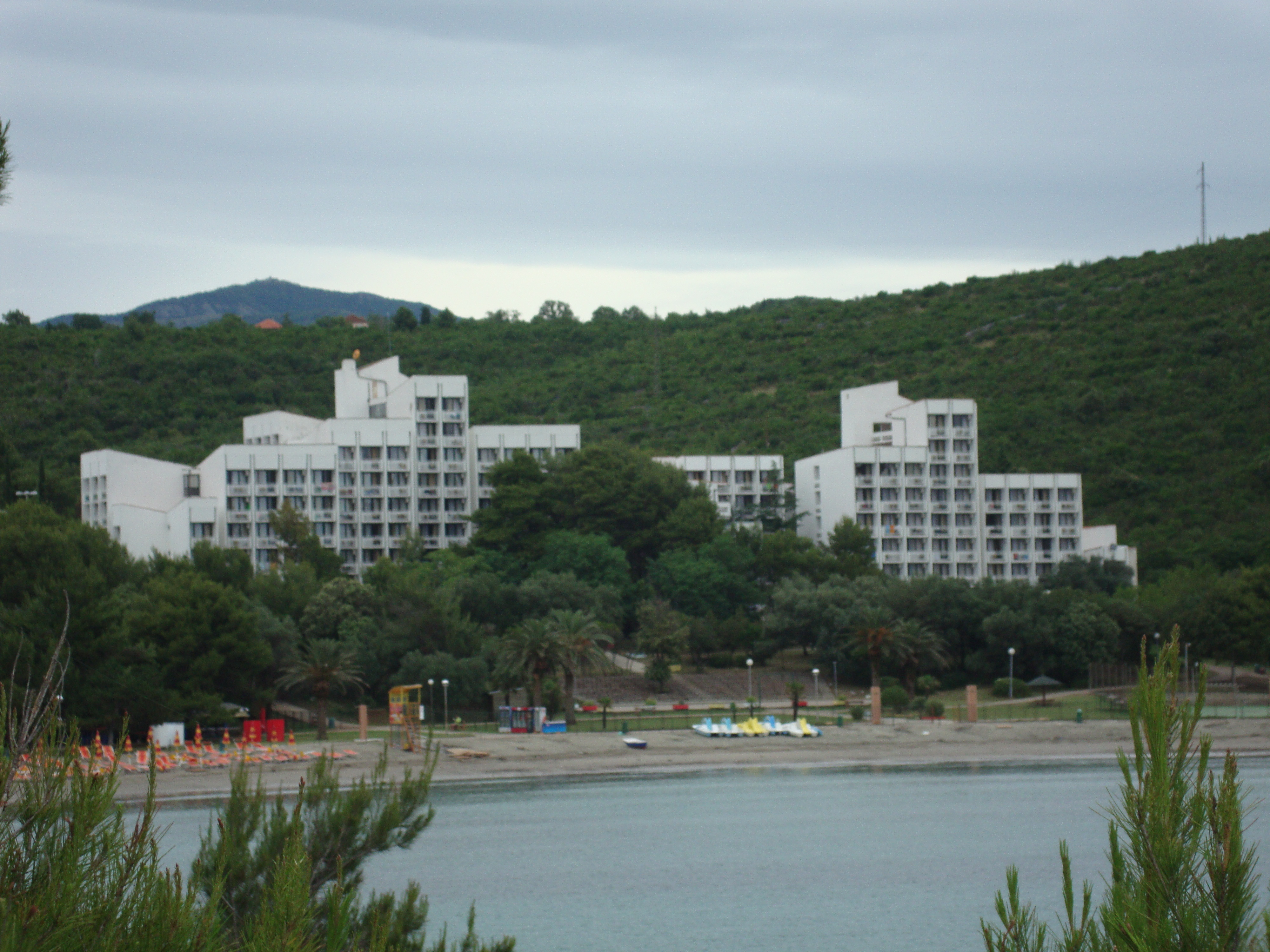
بلافي هوريزونتي
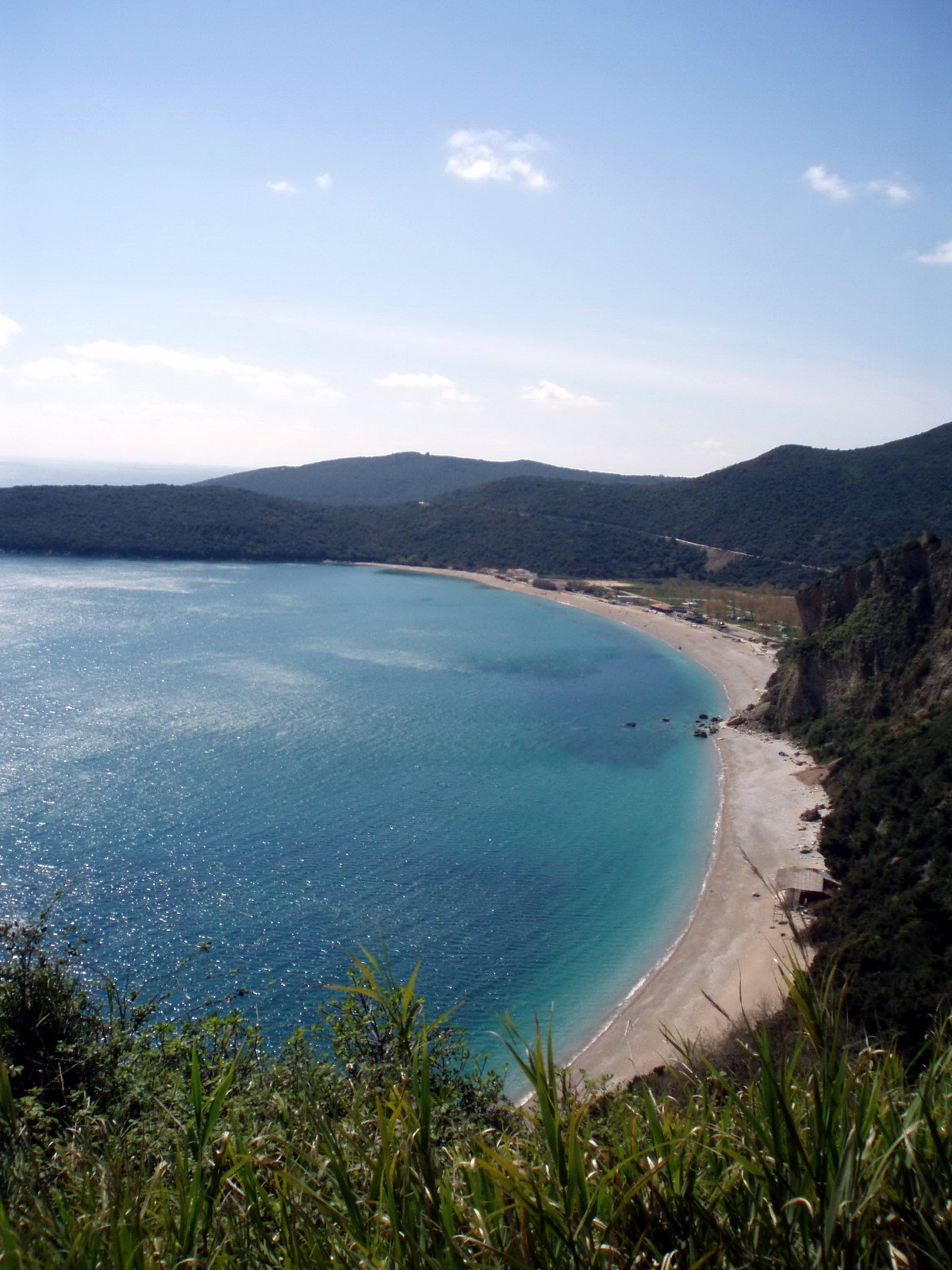
شاطئ جاز
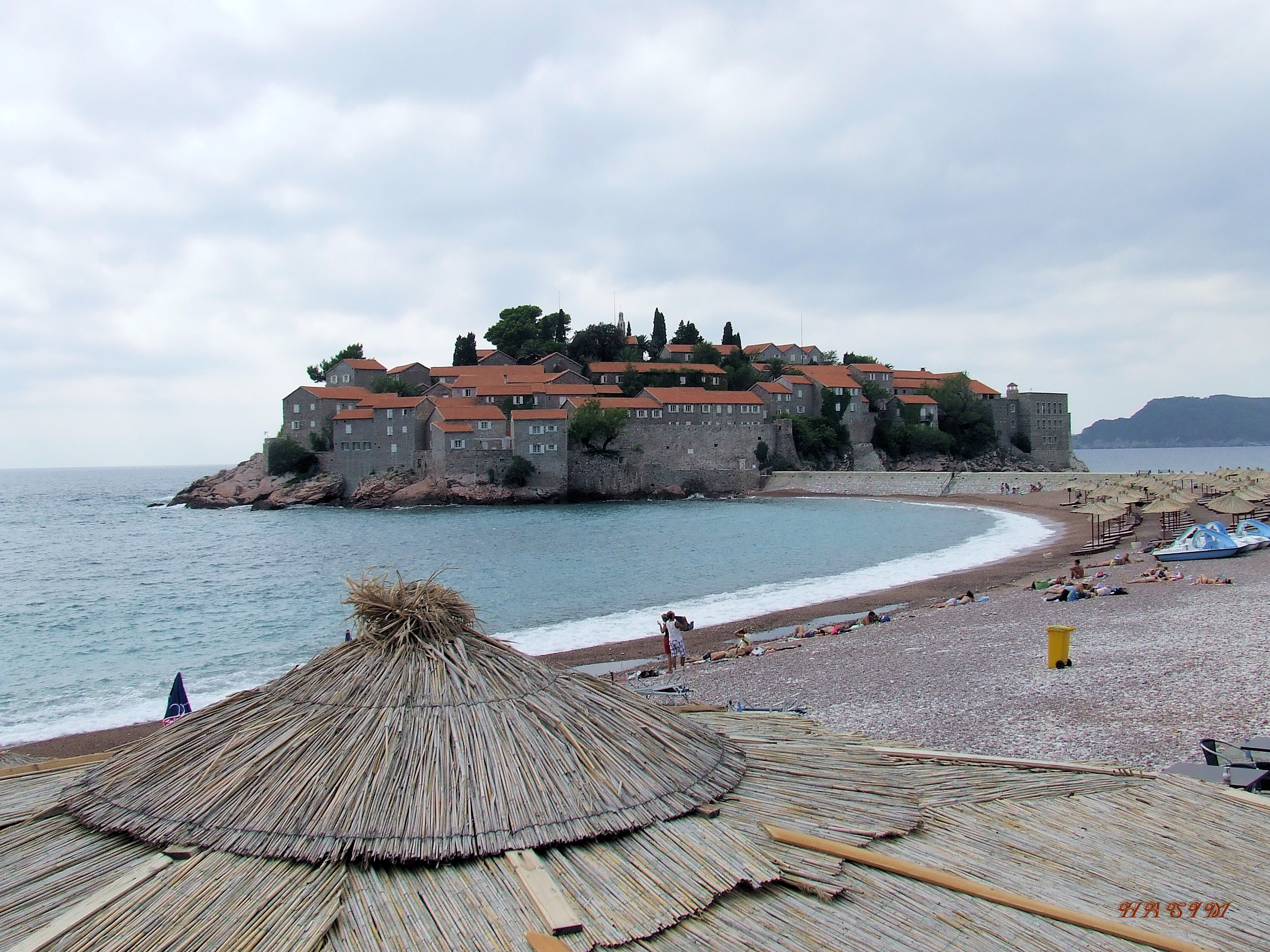
سفيتي ستيفان
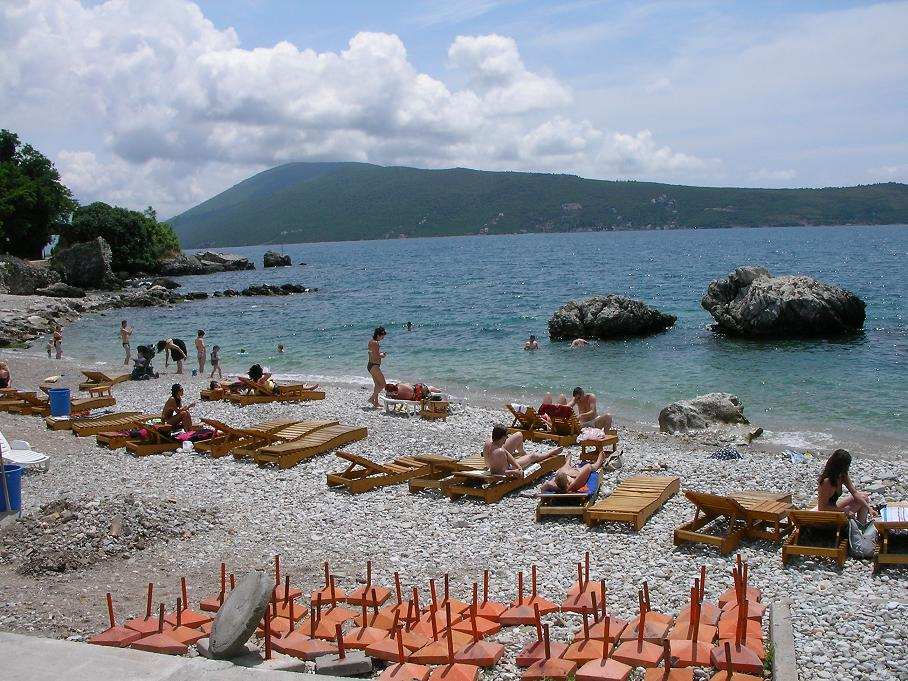
هرسك نوفي
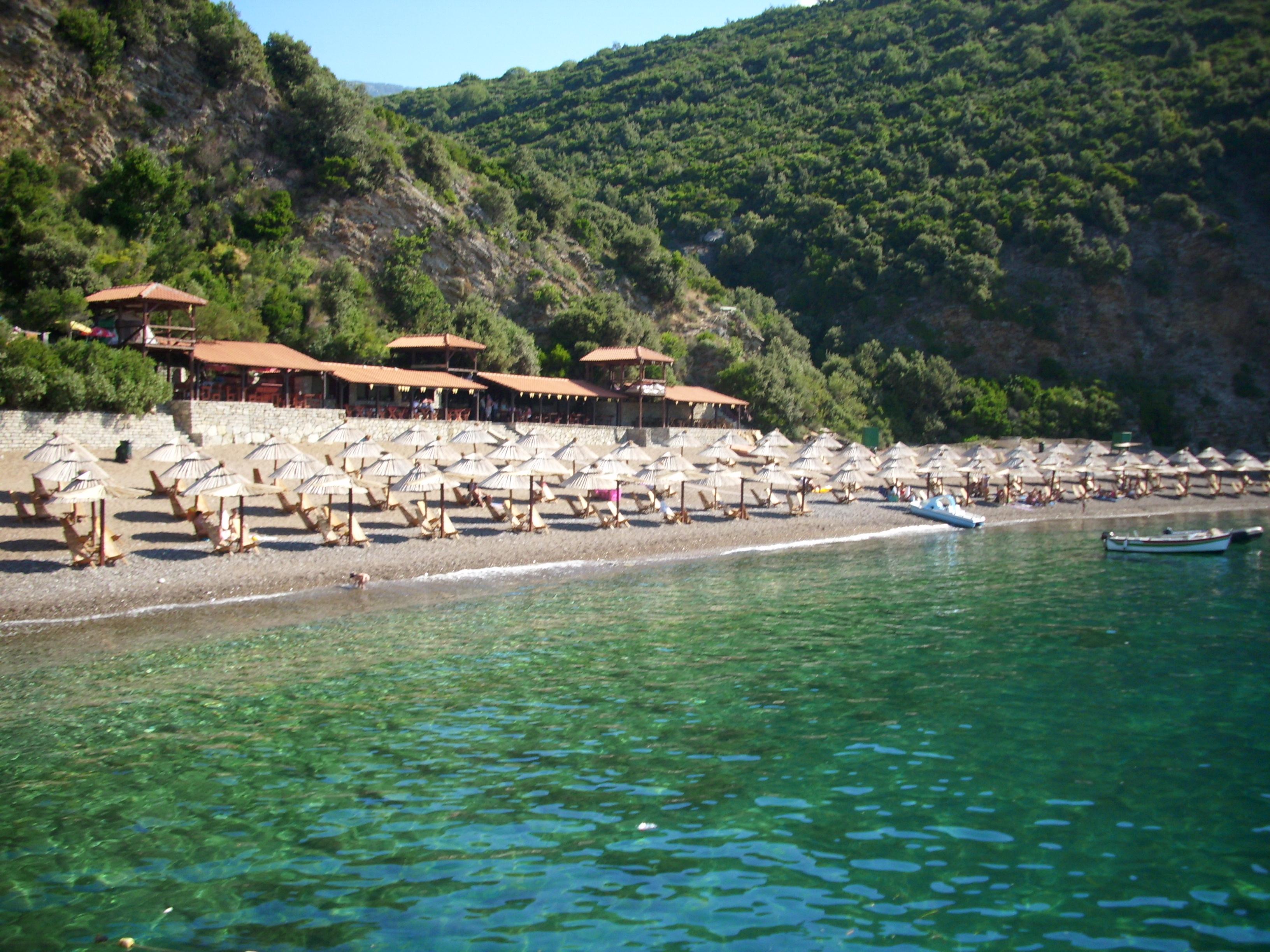
بار
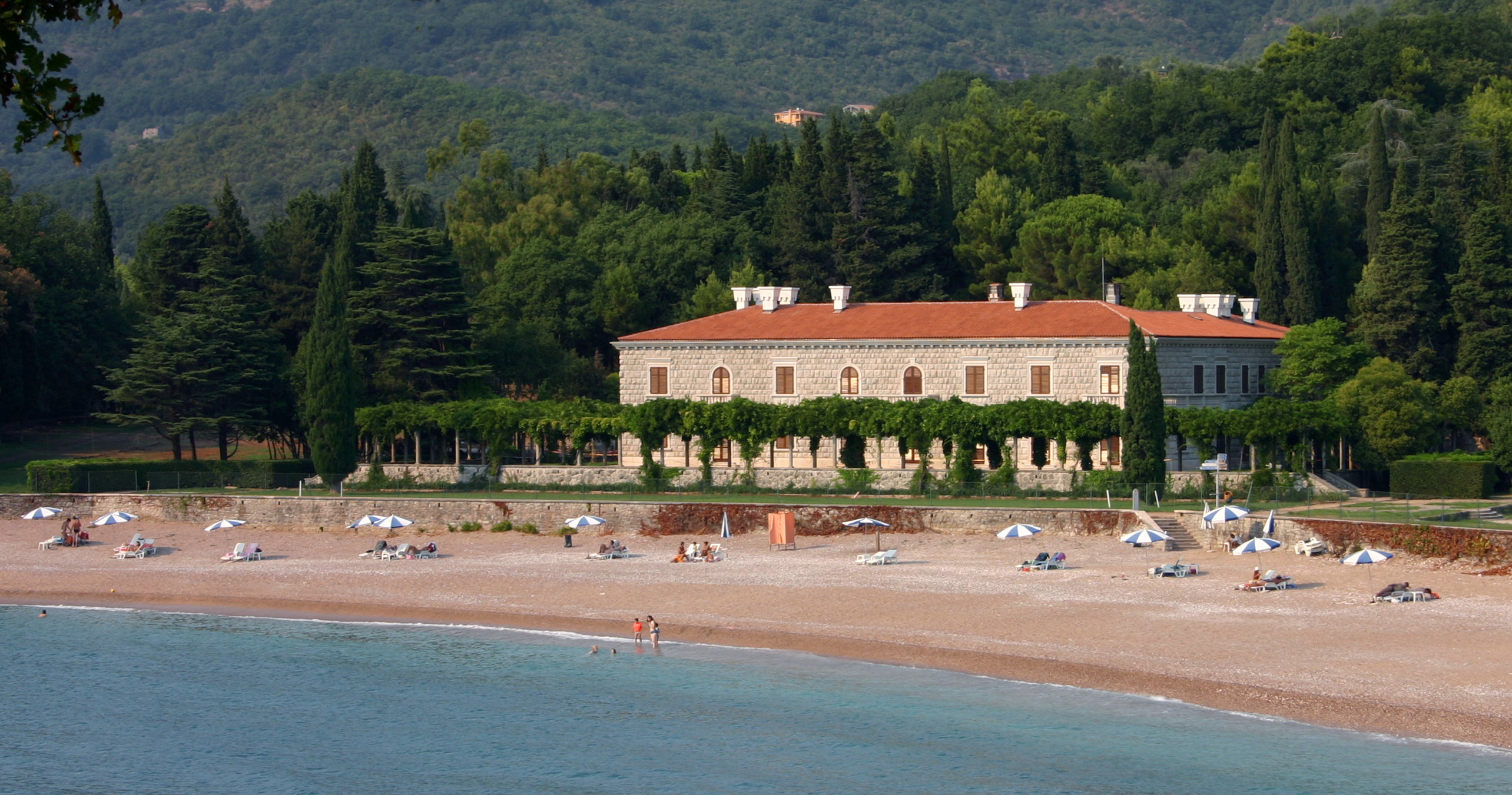
ميلوسير
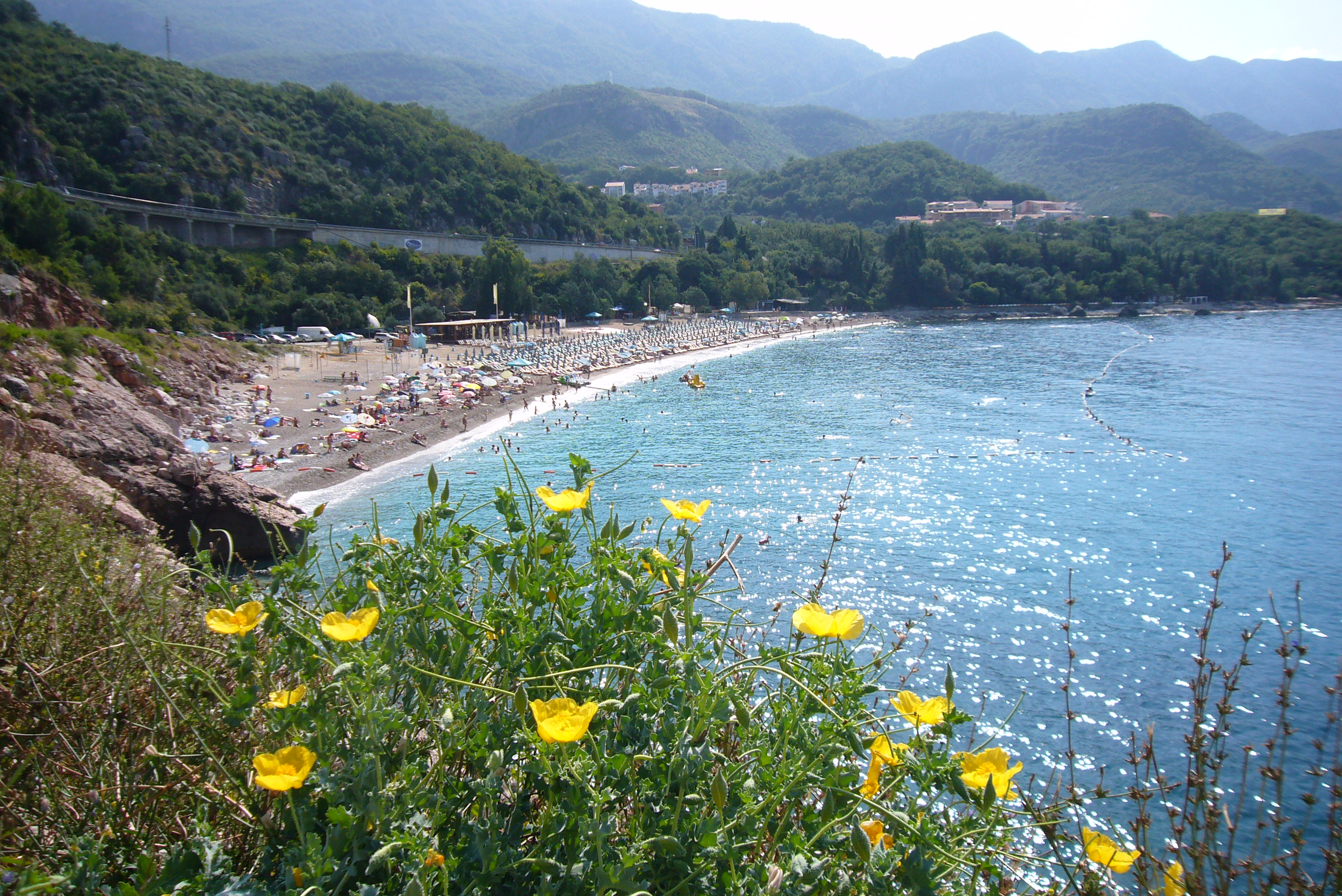
كامينوفو
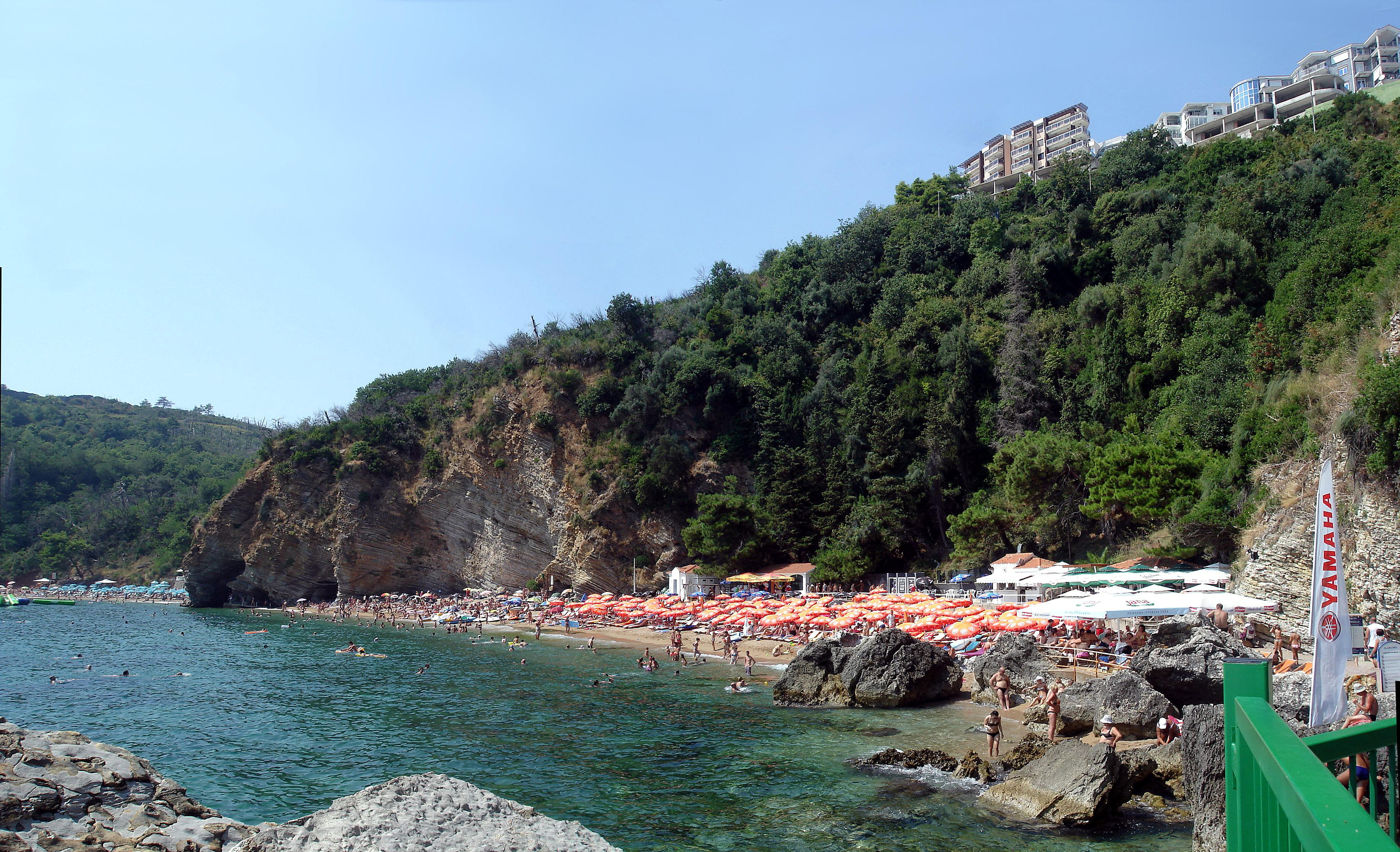
المقرن

## الإحصائيات حسب السنة
| السنة | إجمالي السياح الوافدين | المحليون | الأجانب   |
| ----- | ---------------------- | -------- | --------- |
| 2006  | 953,961                | 156,857  | 79,7071   |
| 2007  | 1,133,432              | 149,294  | 984,138   |
| 2008  | 1,188,116              | 156,904  | 1,031,212 |
| 2009  | 1,207,694              | 163,680  | 1,044,014 |
| 2010  | 1,262,985              | 175,191  | 1,087,794 |
| 2011  | 1,373,454              | 172,355  | 1,201,099 |
| 2012  | 1,439,500              | 175,337  | 1,264,163 |
| 2013  | 1,492,006              | 167,603  | 1,324,403 |
| 2014  | 1,517,376              | 167,079  | 1,350,297 |
| 2015  | 1,713,109              | 153,185  | 1,559,924 |
| 2016  | 1,813,817              | 151,696  | 1,662,121 |
| 2017  | 2,000,009              | 122,797  | 1,877,212 |

## السياح الوافدين حسب الجنسية
جاء معظم السياح الذين زاروا الجبل الأسود وأقاموا في أماكن إقامة مسجلة من البلدان التالية:
| المركز | البلد                | 2017      |
| ------ | -------------------- | --------- |
| 1      | صربيا                | 405,426   |
| 2      | روسيا                | 350,468   |
| 3      | البوسنة والهرسك      | 183,690   |
| 4      | فرنسا                | 60,865    |
| 5      | ألمانيا              | 57,813    |
| 6      | أوكرانيا             | 57,795    |
| 7      | ألبانيا              | 56,206    |
| 8      | بولندا               | 56,061    |
| 9      | كوسوفو               | 46,948    |
| 10     | تركيا                | 45,947    |
| 11     | المملكة المتحدة      | 42,360    |
| 12     | إيطاليا              | 35,525    |
| 13     | بيلاروس              | 31,211    |
| 14     | إسرائيل              | 30,506    |
| 15     | كرواتيا              | 28,597    |
|        | مجموع السياح الأجانب | 1,877,212 |

## المحميات الوطنية
- قائمة الحدائق الوطنية في الجبل الأسود.

## مواقع التراث العالمي لليونسكو
يوجد في البلد موقعين للتراث العالمي وموقعان إضافيان تشترك فيهما مع دول أخرى.

## روابط خارجية
- السياحة في الجبل الأسود على مشروع الدليل المفتوح
- الموقع الرسمي للسياحة في الجبل الأسود